# Hyalesthes madeires
Hyalesthes madeires är en insektsart som beskrevs av Hoch 1985. Hyalesthes madeires ingår i släktet Hyalesthes och familjen kilstritar.
Artens utbredningsområde är Spanien. Inga underarter finns listade i Catalogue of Life.